# Харевка (Сумская область)
Харевка (укр. Харівка) — село,
Зиновский сельский совет,
Путивльский район,
Сумская область,
Украина.
Код КОАТУУ — 5923882811. Население по переписи 2001 года составляло 104 человека.

## Географическое положение
Село Харевка находится на правом берегу реки Сейм,
выше по течению на расстоянии в 1 км расположено село Зиново,
ниже по течению на расстоянии в 2 км расположено село Латышовка,
на противоположном берегу — село Скуносово.
Река в этом месте извилистая, образует лиманы, старицы и заболоченные озёра (Сопрыкино).
Рядом проходит автомобильная дорога Т-1908.

## Харьевский клад
На правом берегу реки Сейм в 1949 году в горшке (лепном подражании типу Волынцево) был найден клад VII — первой трети VIII века.
Здесь найдены 110 раковин Cypraea moneta с отверстиями, и 70 серебряных и золотых вещей. В составе клада находились серьги пастырского типа.
Сокрытие клада вероятно произошло около 730-х гг. Оно могло быть связано с включением этого населения в число данников Хазарского каганата. Клад экспонируется в Национальном музее истории Украины.